# Sint-Audomaruskerk (Kaaster)
De Sint-Omaarskerk of Sint-Audomaruskerk (Frans: Église Saint-Omer) is de parochiekerk van de gemeente Kaaster in het Franse Noorderdepartement.
Reeds in 1191 was er sprake van een kerk. De huidige kerk heeft een zware, voorgebouwde, 14e-eeuwse toren. De kerk werd in 1803 vergroot en heeft een langgerekt, driebeukig schip. Tijdens de Eerste Wereldoorlog werd de kerk zwaar beschadigd, maar herbouwd.